# Флорос, Константинос (генерал)
Константинос Флорос (греч. Κωνσταντίνος Φλώρος; род. 24 июня 1961, Халкида) — греческий военный деятель, генерал, С января 2020 года по январь 2024 года он занимал должность начальника Генерального штаба Греции. С октября 2024 года он работает в Antenna Group консультантом по вопросам управления.

## Биография
Константинос Флорос родился 24 июня 1961 года в Халкиде. В 1979 году поступил в Военное училище эвэлпидов которое окончил в 1983, в звании младшего лейтенанта пехоты.
Затем служил командиром взвода в Военной академии офицеров и командующим роты на острове Самос.
В 1986 году поступил в армейский спецназ, последовательно прослужив в 575-м батальоне морской пехоты, в 3-м отряде специальной национальной гвардии и во 2-й эскадрилье десантников. За это время, помимо соответствующих армейских школ, он также закончил курсы в Hellenic Navy элитных Подводных пловцов в 1989 году, и US Army» Центр и школа специальных боевых действий Джона Ф. Кеннеди в 1992 году, где он отличился, как лучший иностранный студент своей когорты.
В 1999 году он поступил в Высшее военное училище, а после его окончания был отправлен в 13-й полк амфибийных рейдеров. После службы в качестве офицера штаба в Управлении спецназа Генерального штаба греческой армии в 2003—2004 годах он был назначен командиром элитной эскадрильи 7-й амфибии.
В 2005—2008 годах Флорос служил в греческом постоянном представительстве в Верховном штабе Союзных держав Европы. После завершения курсов в Школе национальной обороны в 2008 году он стал начальником Секции планирования специальных операций в Генеральном штабе национальной обороны Греции. До лета 2011 года, когда он был назначен начальником штаба 16-й механизированной пехотной дивизии.
С присвоением звания бригадного генерала, Константинос Флорос возглавил 13-е командование специальных операций в 2012 году, а затем перешел в генеральный штаб армии в качестве главы оперативного управления в марте 2014 года.
Он оставался на этом посту в течение года, когда его повысили до генерал-майора, и снова перешел в Генеральный штаб национальной обороны в качестве директора I (Операции) Отделения. С февраля 2016 года он также взял на себя ведущую координирующую роль в вовлечении штаба национальной обороны в европейский кризис мигрантов.
В январе 2017 года Национальнй совет обороны назначил его руководителем аппарата штаба национальной обороны но в марте того же года он был повышен до заместителя начальника с присвоением звания генерал-лейтенанта.
После отставки действующего начальника адмирала Эвангелоса Апостолакиса, который был назначен на должность министра национальной обороны 14 января 2019 года, генерал-лейтенант Флорос был назначен исполняющим обязанности начальника, пока KYSEA не выбрал замену. Новым начальником штаба национальной обороны был назначен генерал от ВВС Христос Христодулу.
С 25 января 2019 года по 17 января 2020 года командовал 1-й армией.
17 января 2020 года решинием Национального совета обороны был назначен на должность начальника штаба национальной обороны с присвоением звания Генерал.
Его исследования касались международных отношений. 12 января 2024 года, исчтек срок прибывания Флороса на посту начальника Генерального штаба национальной обороны Греции, и он вышел в отставку в звании генерала!!!.

## Мониторинг со стороны Национальной разведывательной службы
Согласно публикации в декабре 2022 года, позднее подтвержденные Органами по обеспечению конфиденциальных коммуникаций, включали Флороса в список лиц, на которых Национальная разведывательная служба вела мониторинг. Согласно отчету газеты Documento Флорос был — по крайней мере с первых тех месяцев объектом наблюдения со стороны Служб безопасности под кодом «519c», согласно отчету по причинам, связанным с закупкой систем вооружения. Эта новость вызвала политическую конфронтацию между оппозицией и правительством, однако соответствующие политические деятели не прокомментировали ее и не выяснили, кто и по каким причинам отдал приказ о наблюдении за генералом Флоросом. Несколькими днями ранее было объявлено, что в январе 2023 года его трехлетний срок полномочий на посту начальника Генерального штаба национальной обороны Греции будет продлен еще на год,что и произошло 16 января 2023 года по решению Национального совета обороны.

## Награды
25 мая 2021 года был награждён орденом Абдель-Азиза начальником Генерального штаба Саудовской Аравии Файядом Хамидом Аль-Рувейли.
В октябре 2021 Флорос был награждён орденом Почётного легиона степень командора награду вручал начальник Главного штаба Вооружённых сил Франции генерал Тьерри Буркхард.